# Kusu liščí
Kusu liščí (Trichosurus vulpecula) je středně velký vačnatec, od blízce příbuzného vakoplcha drobného jej lze rozeznat podle ocasu, který je chundelatý. Dorůstá délky 35 až 55 cm. Hmotnost je 1,5 až 4,5 kg.

## Rozšíření a výskyt
Vyskytuje se v celé východní Austrálii. Některé poddruhy ve střední Austrálii, jihozápadní Austrálii a na Tasmánii, vysazen byl na Novém Zélandu. Obývá oblasti se stromovým podrostem.

## Zajímavosti
Je asi nejběžnějším, ale zřejmě též nejrůzněji zbarveným vačnatcem Austrálie, zbarvení může být v různých odstínech hnědé, běžní jsou i černí jedinci. Vyskytuje se zejména v deštných lesích, ale žije i na okrajích velkých měst jako Sydney nebo Melbourne. Jižní populace jsou odolné proti chladu. Jsou často loveni pro svou kvalitní kožešinu. Mají noční aktivitu. Je všežravcem, živí se hmyzem, ptačími vejci a mláďaty, listím, výhonky, plody všeho druhu a vybírá i popelnice. Každý rok rodí většinou jedno mládě, které se 4 až 5 měsíců zdržuje v matčině vaku a pak zůstává několik měsíců s matkou. Dožívají se 14–15 let.

## Chov v zoo
Patří k raritně chovaným druhům. V rámci Evropy je k vidění jen v patnácti zoo. V Česku je tento druh chován v Zoo Brno, Zoo Děčín, Zoo Hluboká, Zoo Jihlava a Zoo Plzeň. Do roku 2011 byl chován v Zoo Praha, kde byl vystavován v pavilonu Indonéská džungle. Z českých zoo byl tento druh v minulosti zaznamenán rovněž Zoo Chleby a Zoo Olomouc.